# Umm Salmuna
Umm Salamuna – wieś w Palestynie, w muhafazie Betlejem. Według danych Palestyńskiego Centralnego Biura Statystycznego w 2016 roku miejscowość liczyła 1189 mieszkańców.